# 蘭陽明體
蘭陽明體是台灣字體公司justfont推出的一款明體字體系列，由字型總監林霞領銜設計，於2018年底開始製作。蘭陽明體以清末名臣張佩綸所著的《澗于集》雕版印刷本中的楷體字為藍本，汲取書寫情感轉譯而成。蘭陽明體將規劃六種粗細字重，目前已開發出三種，當中涵蓋台語、客語羅馬字、原住民族語，以及常用台、客語漢字字形。字體歷經三年的前置開發，並於2021年11月3日於官方網站以及「挖貝 WaBay」平台展開群眾募資，早期贊助者能以早鳥價格收藏字體。

## 開發過程
蘭陽明體由曾催生金萱、金萱那提字型系列，並在凝書體、激燃體與台灣道路體創作過程中擔任總顧問的林霞於2018年底投入研發，當時金萱系列的製作告一段落。她認為，此時現代數位感的創作已經達到巔峰，到了生涯這個階段「想要做出更有感情的作品」。字體在發想最初，名稱、風格、造型等具體細節皆尚未定出。2019年2月，林霞嘗試調整、設計出一些字樣，有同事參閱後給予高度評價和期待，亦有同事認為，這些字樣與當今許多明體架構相差無幾。陷入瓶頸期一陣子後，她突然想到可以從漢字印刷尚未受到西方觀念影響，也更能體現書寫美感的「雕版印刷」上找到反思借鏡之處。翻閱善本古籍過程中，她偶然在圖書館翻到由晚清名臣張佩綸撰寫，並於民初刊刻的《澗于集》雕版本，其做工精細又富情感的楷體字深受她的吸引，於是希望能揣測它的精神，並用明體加以詮釋。
一套完整中文字型達上萬餘字，單靠一人效率不彰，需要團隊分工合作。林霞身為主導，首先製作了幾個「結構緊收，重心偏高，撇捺較一般明體更舒張」的字樣供給團隊其他人參考，但因字樣有限，他們仍得親自觀察《澗于集》的筆畫架構，發展字體造型。

## 特色
相較「現代風格」明體，蘭陽明體筆畫較具有手寫的流動感，並跳脫正方格局，凹凸有致。蘭陽明體以林霞故鄉宜蘭別稱「蘭陽」命名，致敬其山明水秀的水文地貌。

## 宣傳與集資
2020年，台北公車捷運詩文專案中，justfont與主辦單位文訊出版社合作，低調地以部分字樣展示車廂詩文，並暫以「未知字體」對外公告。9月1日，文訊出版社在捷運中正紀念堂站舉辦特展「有一首詩在心底」，展示從第一季到第三季的捷運公車詩文內容。2021年公視時代劇《茶金》中，亦使用蘭陽明體呈現宣傳片段之重點字卡、字幕。2021年9月14日，justfont正式宣布字體名稱及計畫細節。宣布字體後，團隊以「宜蘭的水」為主題，委託宜蘭詩人吳緯婷書寫詩作。2021年9月，吳緯婷出版的第二本詩集《白T》輯三「宜蘭孩子」，使用蘭陽明體設計排版。讀曆書店2022特別版「日出」盒裝，使用蘭陽明體作主標題。9月20日，台灣獨立樂團告五人為2018年單曲〈愛在夏天〉重製的〈愛在夏天－盛夏之約〉音樂錄影帶中，使用蘭陽明體W3作字幕字體。
蘭陽明體初始預計製作約14,000字，並計畫推出六種字重，目前已有W3、W5、W6三種字重，單一字重訂價為新臺幣8900元。

## 外部連結
- 官方网站